# Półko
Półko – osada leśna w Polsce położona w województwie wielkopolskim, w powiecie międzychodzkim, w gminie Chrzypsko Wielkie.
W okresie Wielkiego Księstwa Poznańskiego (1815-1848) miejscowość należała do wsi mniejszych w ówczesnym pruskim powiecie Międzyrzecz w rejencji poznańskiej. Folwark Półko należał do okręgu kwileckiego tego powiatu i stanowił część majątku Białokosz, którego właścicielem był wówczas Massenbach. Według spisu urzędowego z 1837 roku osada liczyła 8 mieszkańców, którzy zamieszkiwali dwa dymy (domostwa).
W latach 1975–1998 miejscowość administracyjnie należała do województwa poznańskiego.